# Conky
Conky — вільна програма для моніторингу стану системи для X Window System, доступна для Linux, FreeBSD та OpenBSD. Характерною ознакою Conky є надзвичайна гнучкість в налаштуваннях, що дозволяє кожному користувачеві підлаштувати її інтерфейс та вивід системної інформації за своїми уподобаннями.
На відміну від інших програм для системного моніторингу, які використовують спеціальні складні віджети, Conky відображається напряму у вікні X window. Це дозволяє використовувати менше системних ресурсів у порівнянні з іншими програмами.
Conky має велику кількість прихильників серед користувачів Linux та BSD і була названа Яном Рамом (нім. Jan Rähm) в 2009 році в журналі Linux Magazine «однією з найкраще підтримуваних та точно однією з найкорисніших програм в світі open source».

## Скріншоти

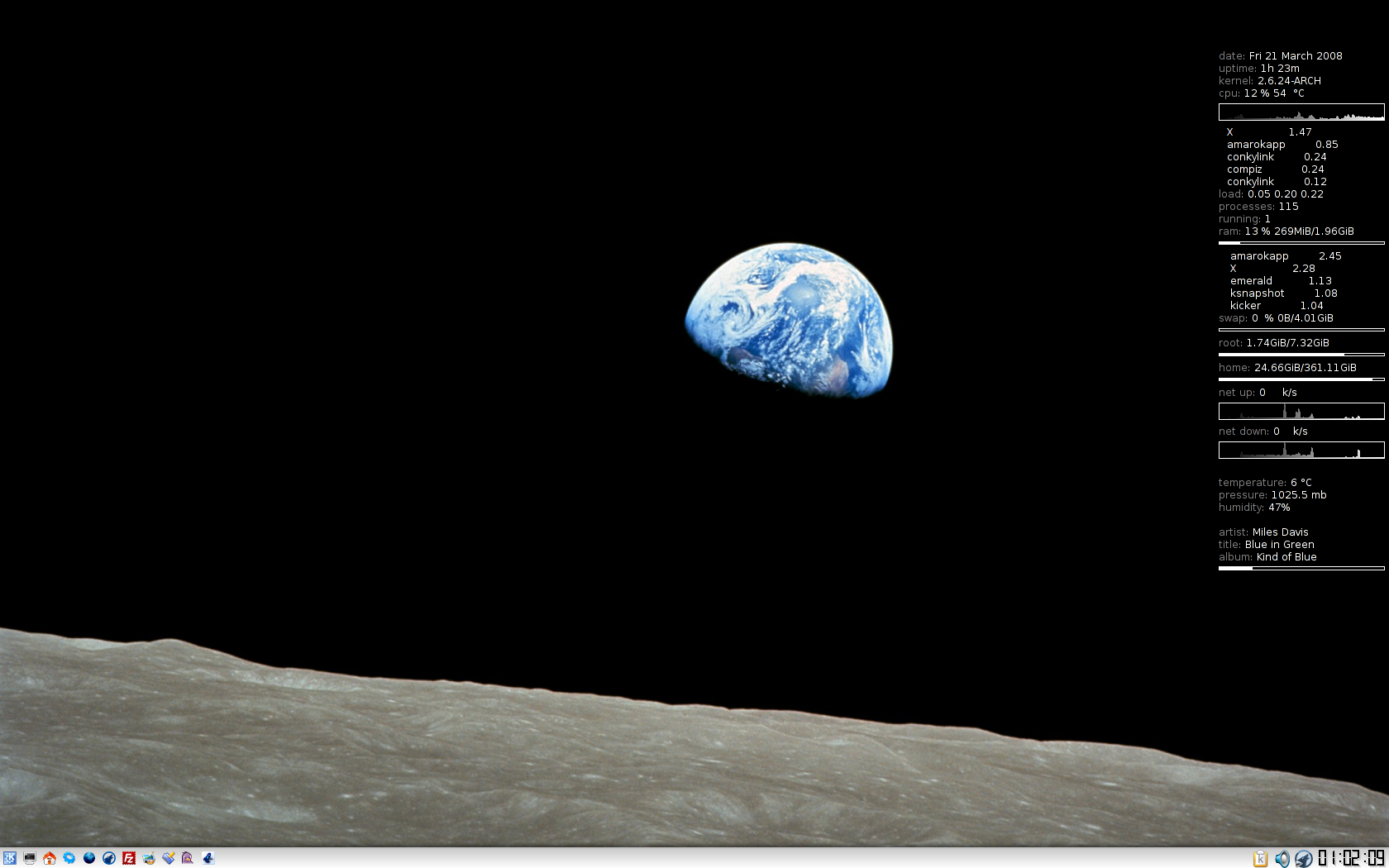
Conky на Arch Linux
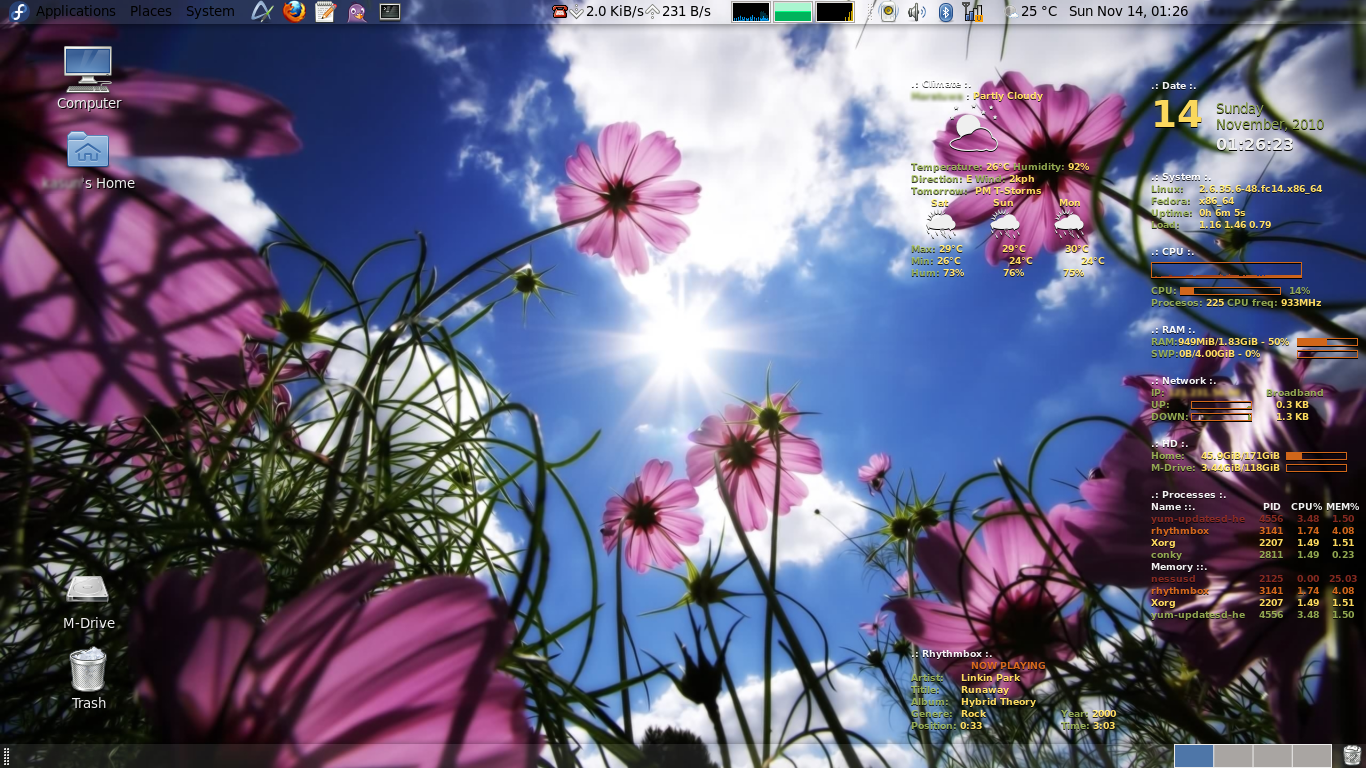
Conky на Fedora 14
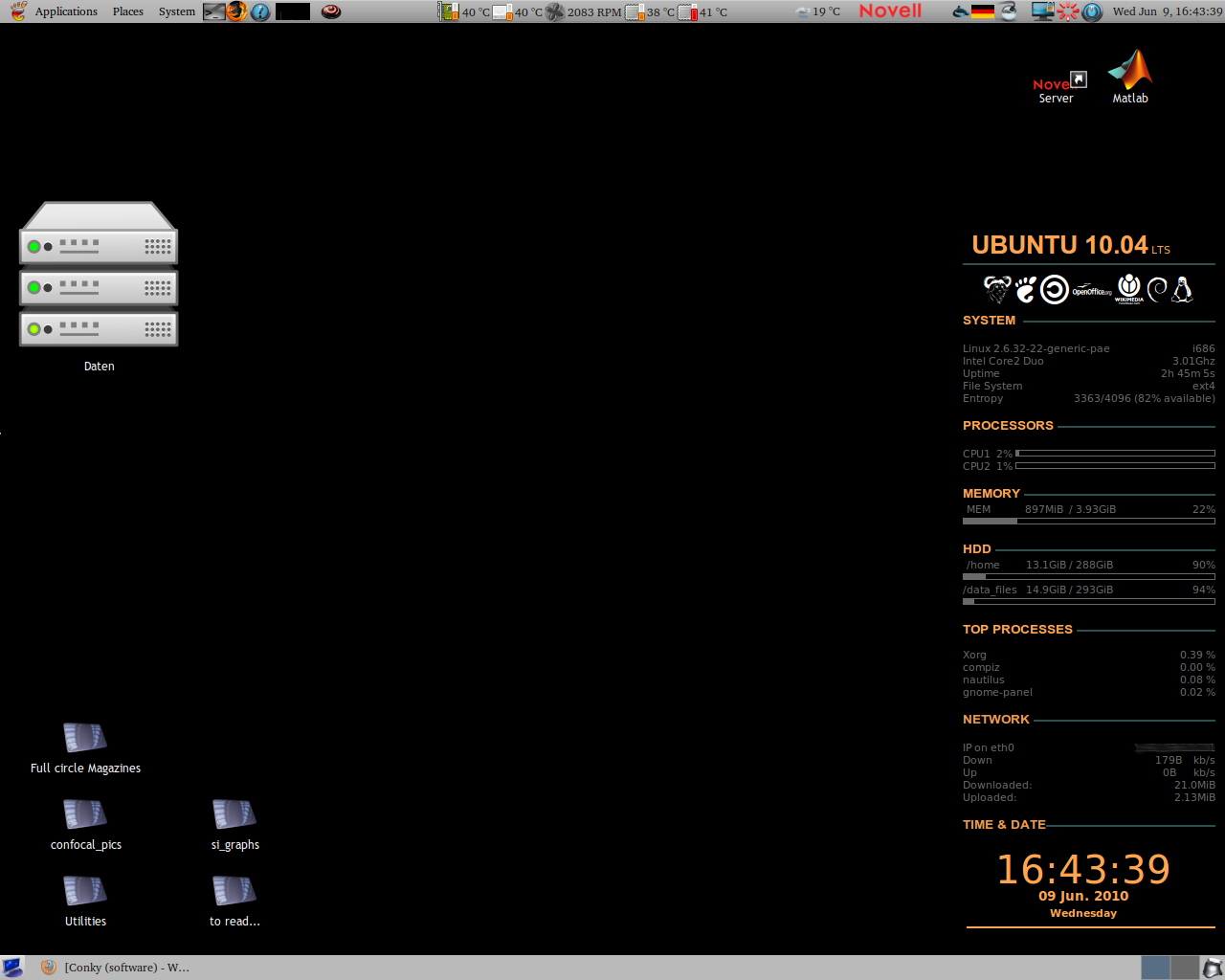
Conky на Ubuntu
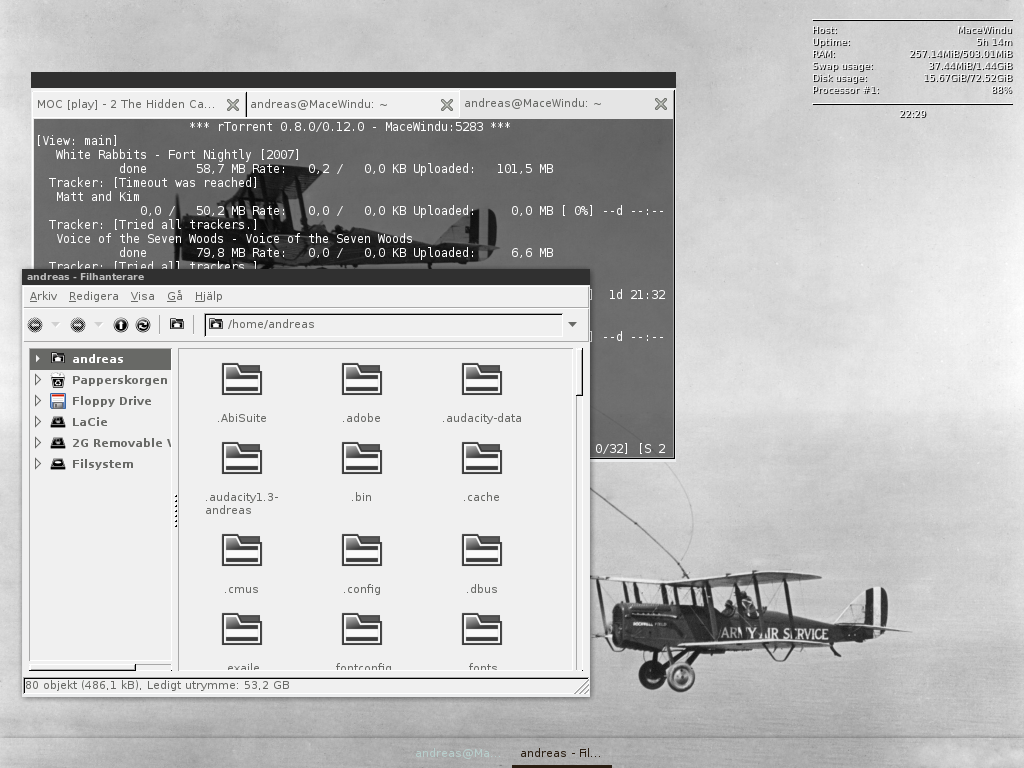
Скриншот роботи Conky.